# Левін Ківа Гершович
Ківа Гершович (Гершевич) Левін (1914, Черкаси — 2009, Москва) — радянський інженер, конструктор.

## Біографічна довідка
Народився 15 (28 жовтня) 1914 року в Черкасах в сім'ї бляхаря Герш-Лейба Нухимовича Левіна, робочого тютюнової фабрики. Мати, Хана Меєрівна Левіна, — домогосподарка. Закінчив семирічку, вчився в Черкаському ФЗУ та Вінницькому технікумі цукрової промисловості. У 1932-1934 працював слюсарем у тресті «Мосводстрой».
В 1934—1939 студент МВТУ імені Баумана. Після закінчення працював  там само: асистент, з 1940 року — головний конструктор кафедри гусеничних машин. Під час війни — в евакуації в Челябінську.
Після війни перейшов в Окреме конструкторське бюро інженерного комітету Сухопутних військ Радянської Армії на посаду заступника Головного конструктора. Брав участь у розробці гусеничної амфібії К-61, успішно випробуваної в 1952 році, але нагород не отримав через «боротьбу з космополітизмом».
В 1953 — 2006 роках працював в КБТМ: конструктор, старший і головний конструктор, головний інженер проекту. Брав участь у розробці об'єктів ракетобудування і космонавтики.
Пішов на пенсію у віці 92 років. Помер у листопаді 2009 року в Москві.

## Нагороди та премії
- Сталінська премія другого ступеня (1946) — за розробку конструкції нових механізмів управління танком
- два ордена Трудового Червоного Прапора
- орден «Знак Пошани»
- медалі
- медаль «За заслуги перед космонавтикою»
- медаль імені К. Е. Ціолковського
- медаль імені М. К. Янгеля
- медаль імені Ю. В. Кондратюка
- ветеран космонавтики Росії
- заслужений творець космічної техніки

## Родина
Сини — Ілля Ківович Левін (9.7.1944), інженер-математик, науковий співробітник (Інститут проблем управління РАН); Борис Ківович Левін (15.1.1954), інженер-винахідник.